# 世界献血者デー
世界献血者デー（せかいけんけつしゃデー、英: World Blood Donor Day, WBDD）は、世界保健デーや世界結核デー、世界免疫週間、世界マラリアデー、世界禁煙デー、世界肝炎デー、世界エイズデーと共に世界保健機関（WHO）により執行される公的なグローバル・ヘルス運動8つの国際デー内の一つである。毎年6月14日に世界中の国々で行われている。2004年に始まったこの行事は、安全な血液や血液製剤の為の需要の認識を高め自発的な血液の救命的な提供を献血者に感謝することにある。

## 背景

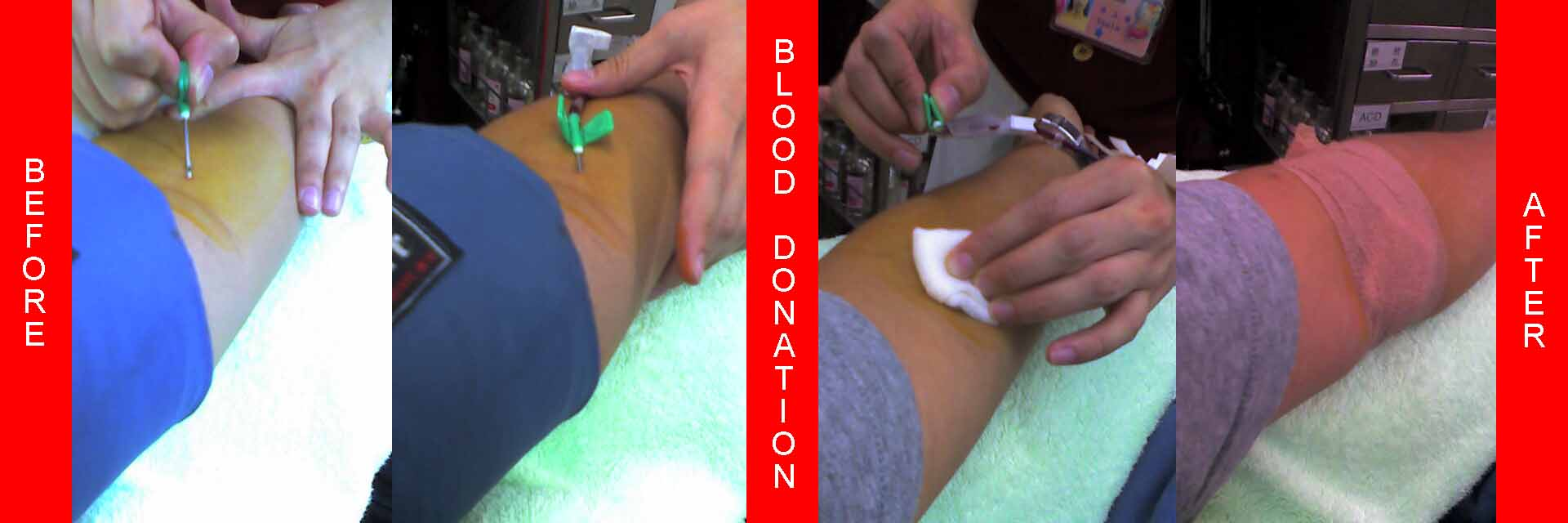
献血の様々な段階の献血者の腕。左の二枚の写真は、止血帯として使われる血圧計を示している。

輸血と血液製剤は、毎年何百万もの命を救う手助けをしている。生命の脅威にさらされている患者が長く高いクオリティ・オブ・ライフと共に生きられるようにし、支援は医療処置や外科手術の複合体である。母性と周産期ケアにおける極めて重要な生命維持の役割もある。安全で十分な血液と血液製剤の確保は、分娩中や出生後の深刻な出血による死亡率や障害を減らす手助けができる。
多くの国で安全な血液が十分供給されておらず、品質と安全も守る一方で血液事業は重要な血液を得る難題に直面している。
十分な供給は、有志の報酬のない献血者による日常的な献血を通じて確実なものにできるに過ぎない。WHOの目標は、全ての国が2020年迄に有志の無報酬の献血者からの血液提供で全てを賄うことである。2014年、73か国が依然家族や有償の献血者に大きく依存している状況の中で60か国は99-100％の有志で無報酬の献血者を基本とした全国的な血液供給を行っている。

## 歴史
世界献血者デーは、ABO式血液型の発見でノーベル生理学・医学賞を受賞した科学者、カール・ラントシュタイナーの誕生日である6月14日に、世界の多くの国々で毎年行われている。
世界献血者デーを行うことは、彼の誕生日を記念するのと同時に、国家レベルや地球レベルで行うために全ての献血者に偉大な機会を齎している。

### 2016年：私たちをつなぐ愛の血液
2016年の「世界献血者デー」のテーマは、“Blood connects us all（私たちをつなぐ愛の血液）”である。これは献血者に感謝するとともに、献血者と受血者が血液を「分かち合い」、「つながっている」ということを表現している。さらに、“Share life, give blood（献血で共に生きよう）”というスローガンを掲げ、献血は人々の思いやりの心や団結力を強くできるということに注目している。

### 2015年：ありがとう、いのちを救ってくれて
献血を通じて毎日生命を救う献血者への感謝を重視し「Thank you for saving my life（ありがとう、いのちを救ってくれて）」という標語と共に自発的で日常的に献血する世界中の多くの人々を奮起させている。この年の運動は、生命が献血を通じて救われている人々の物語に注意を払っている。活動には印象的な行事や会合、メディアにおける適切な物語の発行、化学的な会議、定期的な全国紙や地元紙、国際的な科学刊行物における記事の発行、この年の世界献血デーの主題の手助けをすることになるその他の活動がある。2015年世界献血デーの中心国は、上海や上海血液センター、世界保健機関共同輸血センターの血液センターを通じた中国である。

### 2014年：お母さんに安全な血液を
2014年世界献血者デーの焦点は、「Safe blood for saving mothers」（お母さんに安全な血液を）であった。この運動の目標は、何故安全な血液に時期を得たアクセスをするかという認識を増進することにあり、血液製品は母親の死亡を防ぐ総合的なアプローチの一環としてあらゆる国にとって必須のものである。
世界保健機関によると800人の女性が毎日妊娠や出産関連の合併症により死亡している。深刻な出血によりアフリカでは34％の母親が、アジアでは31％が、ラテンアメリカやカリブ海では21％が死亡している。
2014年世界献血者デーの中心国は、スリランカであった。国家輸血事業を通じてスリランカは安全で十分な血液と血液製品へのアクセスを増大する有志による無償の献血を推奨している。

### 2013年：生きるという贈りもの
2013年世界献血者デーの（世界献血者デー10周年を記念する）焦点は、生命を保つ贈り物としての献血であった。WHOは献血を続ける通常の献血者や献血を始める献血をしたことのない健康な人、特に若い人を刺激する方法として生命が献血を通じて維持される人の物語を強調するよう全ての国に勧めている。
2013年世界献血者デーの中心国は、フランスであった。国家的血液事業（フランス血液企業（EFS））を通じてフランスは1950年代から有志による無報酬の献血を推奨している。

### 2012年：献血者はみんながヒーロー
2012年の運動は、如何なる人も献血により英雄になれるという考えに焦点を当てた。血液は未だに人為的に作ることができないために、有志による献血は、いまだに世界規模の健康問題にとって必須の問題になっている。多くの匿名の献血者が、自身の献血を通じて毎日生命を維持している。